# Chibchea silvae
Chibchea silvae là một loài nhện trong họ Pholcidae. Loài này được phát hiện ở Peru.